# Queijo manchego
O queijo manchego é um queijo espanhol elaborado com leite de ovelha. É protegido por denominação de origem na Mancha. A nível europeu, é protegido pelo regulamento (CE) 1107/96 da Comissão Europeia. Em 2007, se propôs modificar o conjunto de requisitos para a denominação de origem. Geralmente, harmoniza bem com os vinhos da Mancha.

## Zona geográfica
A superfície amparada pela denominação de origem "queijo manchego" é de 4 419 763 hectares, abrangendo municípios das províncias de Albacete, Cidade Real, Cuenca e Toledo.

## História
Como todos os povos primitivos, desde tempos muito remotos os habitantes da Mancha já se dedicavam ao pastoreio e à elaboração de queijos, como o comprovam os restos de tigelas encontrados atualmente nos museus das quatro províncias manchegas produtoras de queijo. 
Existem algumas referências ao queijo manchego em documentos e textos literários, como o Dom Quixote (1605), por exemplo. Em 1878, a obra de Balanguer y Primo intitulada "Exploração e fabricação de leite, manteiga e queijo de diferentes classes", no capítulo dedicado aos "principais queijos espanhóis", faz referência em primeiro lugar ao queijo manchego. Em 1892, no "Dicionário Geral da Cozinha", Ángel Muro relaciona os queijos espanhóis de leite de ovelha com o queijo manchego. O mesmo autor fala do queijo manchego no El praticón, tratado completo de cozinha publicado em 1898. Em 1909, o livro de Buenaventura Aragó intitulado "Fabricação de queijos e manteigas todas as classes" cita o queijo manchego. O queijo manchego também é citado no "Guia do bom comer espanhol" (1929), de Dionisio Pérez.  
Essa denominação de origem foi reconhecida provisoriamente pela ordem de 2 de julho de 1982 do Ministério da Agricultura, Pesca e Alimentação. Foi reconhecida como DOP pelo regulamento (CE) n.º 1107/96 da Comissão Europeia. Em 2007-2008, alguns excessos nos requisitos exigidos estavam em processo de modificação.

## Elaboração
O leite utilizado na elaboração do queijo manchego deve proceder exclusivamente de ovelhas da raça manchega. Esta raça esta é adaptada a zonas de clima árido e, quando não está pastoreando livremente pelo campo, é alimentada com ração animal e feno. O processo de elaboração do queijo manchego se compõe das seguintes fases:
1. ordenha e refrigeração do leite: se extrai o leite dos úberes das ovelhas de forma manual ou mecânica. O leite, após ser filtrado, é depositado em tanques de refrigeração até alcançar a temperatura de quatro graus Celsius.
2. coagulação e corte da coalhada: o leite é transportado para as cubas de coalhar, onde coagula com o auxílio de coalho natural. Para este processo, o leite é mantido por 45 minutos a uma temperatura de trinta graus Celsius. A coalhada obtida é submetida a cortes sucessivos até ser reduzida a pequenos grãos do tamanho de grãos de arroz.
3. retirada do soro: a massa é agitada e esquentada até alcançar 37 graus Celsius com o objetivo de facilitar a retirada do soro de leite.
4. moldagem: a coalhada obtida é introduzida em moldes cilíndricos que possuem relevos, os quais irão deixar marcas impressas na superfície do queijo. O queijo é, então, prensado para adquirir forma e para completar a retirada do soro.
5. identificação da peça com a placa de caseína numerada e seriada, que identificará individualmente cada peça.
6. prensagem: ocorre mais uma prensagem para eliminar o soro do interior da massa.
7. giro: a massa é girada dentro do cilindro e prensada novamente.
8. salga: o queijo é imerso em salmoura (de cloreto de sódio) entre 24 e 48 horas.
9. secagem e maturação: as peças permanecem em lugares com umidade que favoreça a eliminação de água. Posteriormente, são introduzidas em câmaras com temperatura e umidade controladas que possibilitem a correta maturação do queijo. A maturação tem uma duração não inferior a trinta dias para os queijos de peso inferior a 1,5 quilograma, não inferior a sessenta dias para queijos com peso superior, e não superior a dois anos, contados a partir da data da moldagem. Durante o período de maturação, o queijo é girado e limpo várias vezes, até alcançar as características desejadas.

## Características
Tem um formato cilíndrico com faces planas, uma altura máxima de doze centímetros e diâmetro máximo de 22 centímetros. O peso de cada peça varia entre quatrocentas gramas e quatro quilogramas. O extrato seco é de no mínimo 55%. A gordura é, no mínimo, cinquenta por cento do extrato seco. A proteína total é de, no mínimo, trinta por cento do extrato seco. 
Quanto às suas características organolépticas, sua parte externa é dura, de cor amarelo-pálido ou verde-escuro, com moldes "tipo corda" na superfície lateral e "tipo flor" nas faces planas. A massa interior do queijo deve ter um aspecto homogêneo, com cor variando desde o branco até o marfim-amarelado. O corte deve revelar olhos pequenos e desigualmente repartidos ao longo da superfície, podendo, em alguns casos, não haver olho algum. A textura deve ser de baixa elasticidade, com sensação de manteiga e um pouco farinhenta, podendo ser granulosa nas peças muito maduras. Desprende olor lático, de intensa e persistente acidez que evoluciona para matizes picantes nos mais curados. Quanto ao sabor, é ligeiramente ácido, é forte e saboroso, e evoluciona para matizes picantes nos mais curados. O gosto residual é agradável e peculiar, lembrando o leite de ovelha manchega que lhe deu origem.
A casca encerada deve levar gravado na lateral o típico zigue-zague das cordas. A cor da cera revela a idade do queijo. O interior deve ser marfim, com olhos pequenos e irregulares. A complexidade do sabor depende da cura, mas deve lembrar castanha-do-pará e caramelo queimado, com retrogosto ligeiramente salgado. O aroma deve lembrar lanolina e cordeiro assado.
Nos rótulos, deverá vir, obrigatoriamente, a menção "denominação de origem queijo manchego". No caso de o leite utilizado for o cru e não o pasteurizado, o rótulo poderá conter o termo "artesanal". O produto destinado ao consumo virá provido de contraetiquetas numeradas expedidas pelo Conselho Regulador de forma a não permitir uma nova utilização. Cada face do queijo manchego virá provida de uma placa de caseína numerada e seriada.

## Gastronomia
O queijo manchego poderá compor uma tábua de queijos, uma salada, um tapa. Poderá vir acompanhado de marmelada ou frutas secas. O queijo manchego velho costuma ser ralado, ou cortado em cubinhos, coberto de ovo batido e pão moído e então frito. Harmoniza bem com vinho tinto ou um vinho manchego. É o queijo espanhol mais famoso e mais comercializado fora da Espanha.